# VATSIM
VATSIM (Virtual Air Traffic SIMulation Network, deutsch: Netzwerk zur virtuellen Simulation des Luftverkehrs) ist eine Non-Profit-Organisation für die Durchführung von Online-Flugsimulation. VATSIM ist eine weltweite Organisation auf freiwilliger Basis, der über 200.000 Mitglieder (davon waren im Jahr 2025 über 190.000 aktiv) angehören. Ihr Ziel ist es, Flugsimulator-Enthusiasten aus aller Welt eine möglichst realistische Umgebung für ihr Hobby zu bieten. Dazu stellt VATSIM ein weltweites Netz zahlreicher Server im Internet bereit, die untereinander vernetzt sind und gemeinsam einen weltweiten virtuellen Luftraum bilden. Alle Angebote, Leistungen und Software von VATSIM sind kostenfrei.

## Geschichte
Die Ursprünge von VATSIM liegen im Jahr 1997, als die Einführung des Programms SquawkBox, eines Add-ons zum Flight Simulator 95 es mehreren Computerspielern erlaubte, online zusammen zu spielen. Aus der ursprünglich SATCO genannten Organisation entstand im Juli 2001 VATSIM.

## Funktionsweise

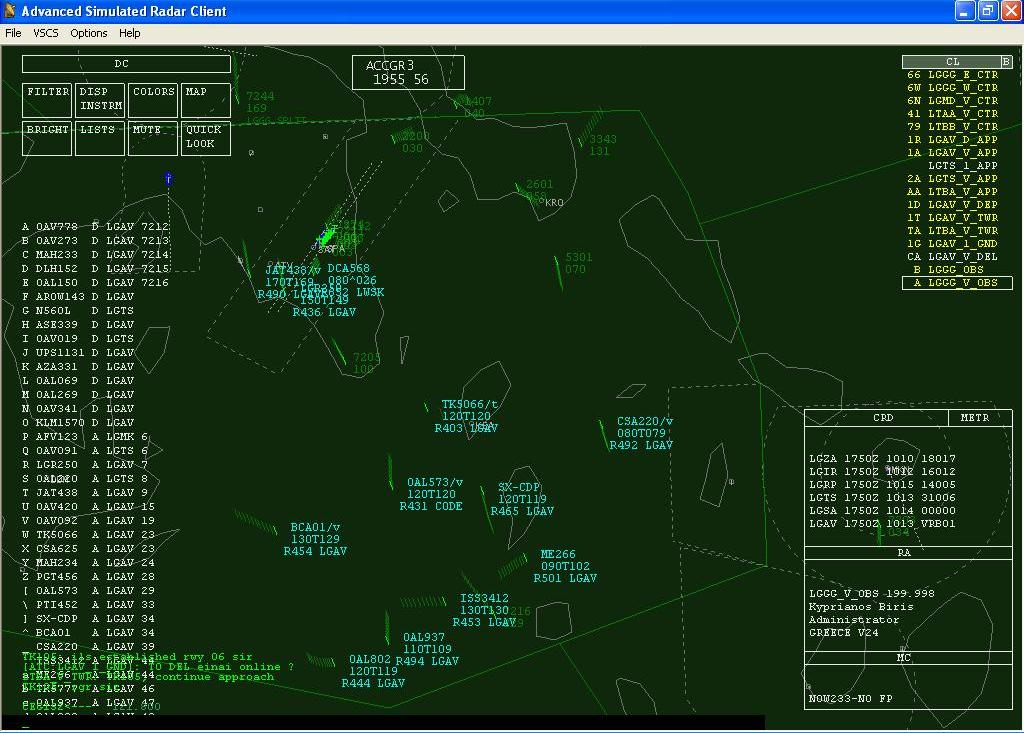
Screenshot (Radar) von VATSIM

VATSIM-Mitglieder können mit Hilfe der Programme vPilot (P3D, FSX, MSFS), xPilot (X-Plane) bzw. swift (P3D, FSX, X-Plane, FlightGear) (für Piloten) und unter anderem VRC (Virtual Radar Client) oder Euroscope (für Fluglotsen) gemeinsam in diesem virtuellen Luftraum fliegen bzw. Lotsendienste anbieten. Die Teilnahme ist dabei kostenlos, vielmehr zeichnet sich die Community durch vielfältige Freewareprojekte und höheren Realitätsgrad aus. Die Kommunikation erfolgt entweder über eine Text-Chatbox oder über ein in die VATSIM-Software integriertes bzw. Stand-Alone-Sprach-Kommunikationsprogramm. Für diese Sprach-Kommunikation benötigt man ein am PC angeschlossenes Mikrofon und Lautsprecher. Für Piloten und Fluglotsen stehen in den meisten Gebieten der Welt landesspezifische Trainingsunterlagen zur Verfügung; Fluglotsen werden zudem von speziellen Mentoren, die diese Tätigkeit oftmals als realen Beruf ausüben, ausgebildet.

## Aufbau
VATSIM ist in Regionen und Divisionen unterteilt, die der Realität weitestgehend nachempfunden sind. Die Region Europa besteht aus 3 Divisionen – eine davon umfasst Großbritannien, eine weitere Russland und andere ehemalige Staaten des Ostblocks und die flächenmäßig größte Division (VATEUD) umfasst den gesamten Rest von Europa, vom Mittelmeer bis zur Nordspitze von Skandinavien und vom Atlantik bis zum Balkan. Diese Divisionen sind wiederum unterteilt in „Virtual Area Control Center“ (vACC); auch genannt Bezirkskontrollstelle. Vgl. hierzu Area Control Center.
Im deutschsprachigen Raum existierte zu Anfang die vACC-SAG (wobei SAG für Switzerland, Austria & Germany stand). Ende 2008 spaltete sich zunächst die neu entstehende vACC Austria ab (es blieb die SAG Switzerland and Germany), zum 1. März 2009 stellte sich auch die vACC Switzerland auf eigene Beine. Die neue Satzung der verbleibenden vACC Germany, die den Markennamen VATSIM Germany seit dem virtuellen Eröffnungsevent am 3. Oktober 2009 trägt, trat am 1. Oktober 2009 in Kraft.
Der Luftraum einer vACC ist unterteilt in Flight Information Regions (FIRs). Innerhalb der vACC Germany existieren die Bremen FIR (EDWW), Langen FIR (EDGG), sowie die München FIR (EDMM). Die ehemaligen Teile der vACC SAG, die LSAS FIR (Schweiz) und die LOVV FIR (Österreich) werden komplett von den entsprechenden vACCs abgedeckt.
Regelmäßige Treffen der Mitglieder, sowohl innerhalb der FIRs als auch vACC übergreifend, sind keine Seltenheit. Zudem gibt es alle drei Jahre ein offizielles Treffen von VATSIM, bei dem neue Projekte vorgestellt werden und Gleichgesinnte aus aller Welt zusammenkommen. Zuletzt fand dies 2017 in London statt. Einige Member von VATSIM nehmen jeweils auch an Flug(-Simulator)ausstellungen teil wie die FlightSim Conference oder Flight Sim Expo.
Jährlich findet der Event Cross the Pond (CTP) statt, einmal von Europa nach Nordamerika (Westbound) und dann zurück (Eastbound). Dabei sind jeweils über 3.000 Personen gleichzeitig (Rekord 3.208, Stand 2024) online und fliegen oder bieten ATC Service an.